# Windrakerberg
Windrakerberg is een heuvel genoemd naar het gelijknamige gehucht Windraak op de top in het Heuvelland in het zuiden van de Nederlandse provincie Limburg. 

## Wielrennen
De helling is opgenomen in de permanente, bewijzerde Amstel Gold Raceroute. Ook Amstel Gold Race 365 genoemd. 